# Kaplica św. Marii Magdaleny w Dingli
Kaplica świętej Marii Magdaleny (malt. Kappella ta' Santa Marija Maddalena, ang. Saint Mary Magdalene Chapel) – rzymskokatolicka kaplica w granicach Dingli na Malcie, pod wezwaniem św. Marii Magdaleny. Góruje ona nad klifami Dingli, i dlatego nazywana jest potocznie il-kappella tal-irdum (kaplica klifów). Zbudowana została w roku 1646 na miejscu wcześniejszej, istniejącej od co najmniej XV wieku. Jej prosta architektura jest typowa dla maltańskich kaplic położonych na uboczu.

## Historia
Data budowy kaplicy nie jest znana, lecz najstarsze zapiski na temat budynku pochodzą z roku 1446. Kaplica stoi na klifach Dingli, z daleka od miasta. Używana była przez rolników mieszkających w pobliskich gospodarstwach. W roku 1575 kaplica była w ruinie, a później zawaliła się. Została odbudowana w XVII wieku, i otwarta powtórnie 15 kwietnia 1646 roku przez biskupa Miguela Balaguera. Odbudowa upamiętniona została łacińską inskrypcją ponad wejściem.

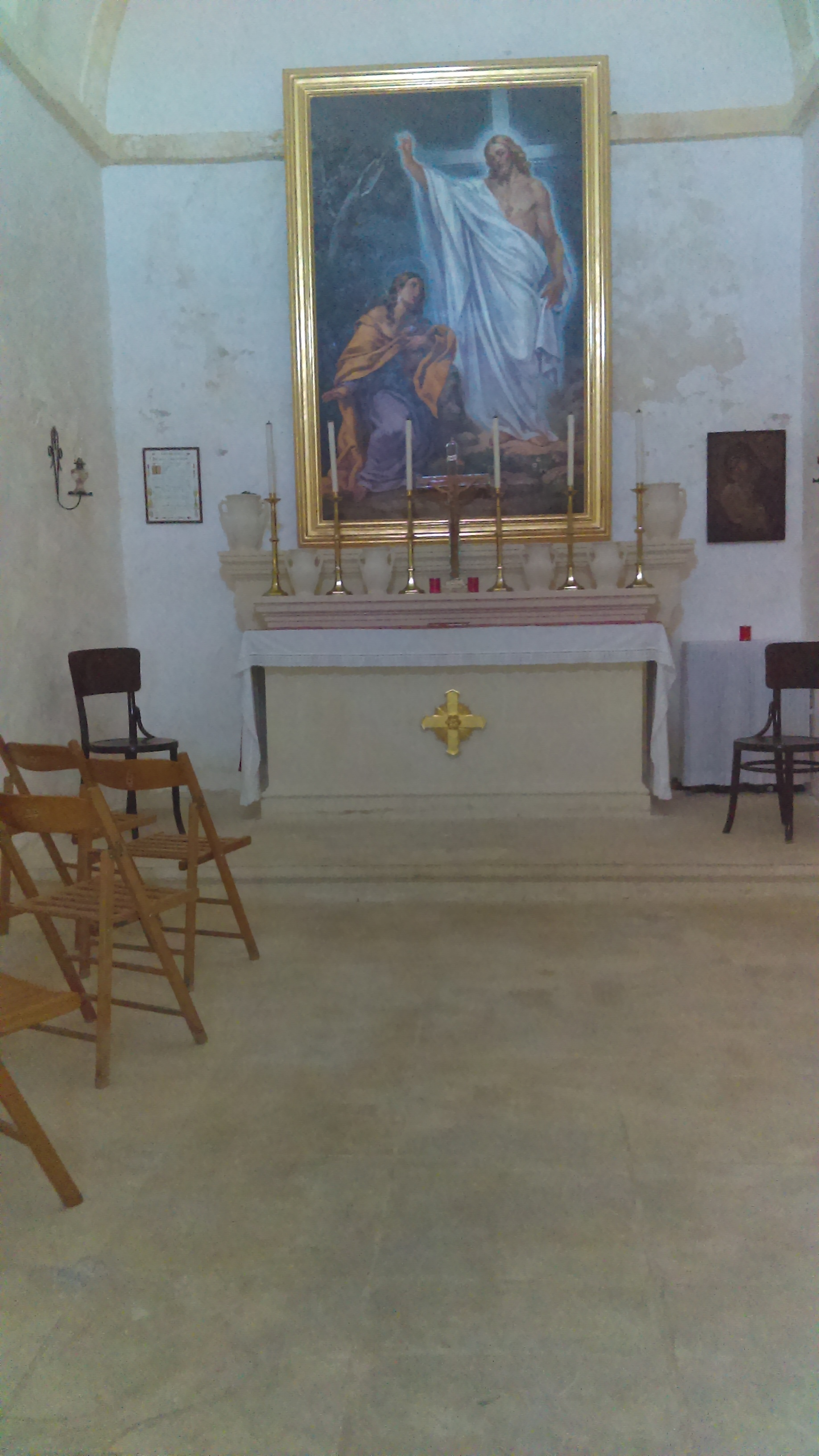
Wnętrze kaplicy

W roku 1777 w pobliżu drzwi umieszczono tabliczkę z napisem non gode l'immunita ecclesias, aby wskazać, że kaplica nie miała immunitetu kościelnego, tzn. nie zapewniała ochrony osobom poszukiwanym przez prawo.
W XIX wieku biskup Gaetano Pace Forno zdesakralizował kaplicę, lecz później została ponownie konsekrowana. W dniu 4 lutego 1936 roku w kaplicę uderzył piorun, niszcząc okrągłe okno na fasadzie, które po pewnym czasie naprawiono.
W maju 2005 roku Restoration Unit Ministerstwa Zasobów i Infrastruktury rozpoczął odnawianie kaplicy; nadzór prowadził architekt David Vassallo. Prace obejmowały wyprostowanie dachu, wymianę starego cementu na wapno hydrauliczne, oraz położenie nowej nawierzchni w kaplicy i na placu przed nią. Umieszczono też replikę tablicy non gode l'immunita ecclesias, ponieważ oryginalna została skradziona. Parafia Dingli zamówiła nowy ołtarz, a Dun Ġwann Abela i jego rodzina ofiarowali retabulum. Inauguracja odnowionej kaplicy nastąpiła 20 maja 2007 roku.
Kaplica została ponownie uderzona przez piorun podczas burzy 10 grudnia 2014 roku. Uszkodzone zostało okno i górna część fasady. Kawałki gruzu spadły na ołtarz, uszkadzając nastawę ołtarzową. Zniszczenia zostały naprawione przez Restoration Directorate, i kaplicę otwarto w kwietniu 2015 roku.

## Architektura

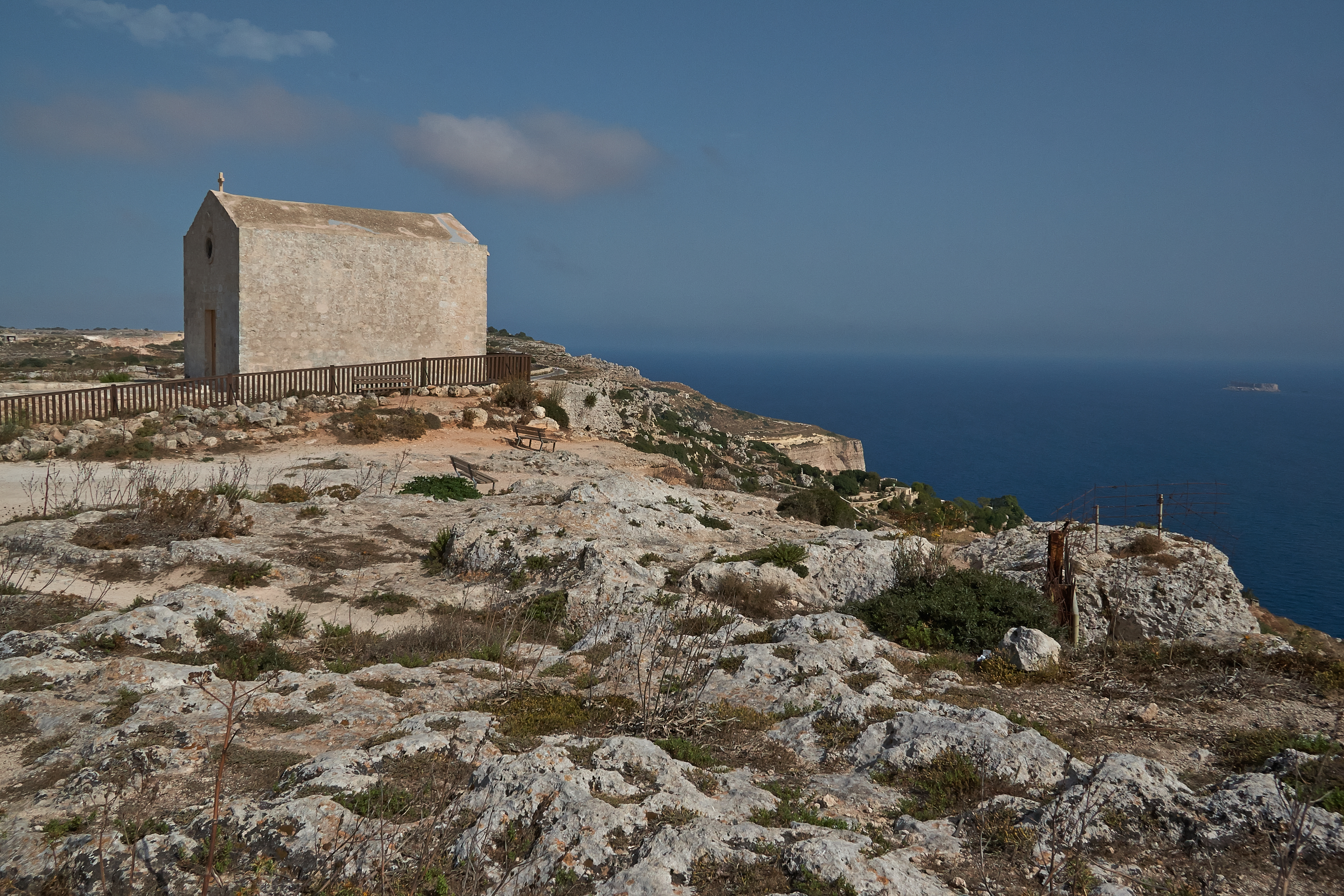
Kaplica góruje ponad klifami Dingli

Kaplica św. Marii Magdaleny ma prostą konstrukcję, typową dla maltańskich kaplic leżących na uboczu. Budowla jest prostokątna, z fasadą zawierającą pojedyncze wejście oraz okrągłe okno u szczytu. Fasada kończy się ukośnym dachem z niewielkim krzyżem na szczycie. Zaraz ponad drzwiami znajduje się łacińska inskrypcja, poniżej okna widnieje płyta, na której była tarcza herbowa. Przed kaplicą znajduje się niewielki podniesiony plac (malt. zuntier), na który prowadzą schody, z boku oraz na tyłach kaplicy zainstalowana jest barierka, chroniąca osoby odwiedzające od upadku w dół klifów.
W środku znajduje się ołtarz, zbudowany z maltańskiego wapienia. Retabulum tworzy obraz The Risen Christ (Chrystus Zmartwychwstały), autorstwa Paula Camilleri Cauchi, przedstawiający Jezusa Zmartwychwstałego przebaczającemu Marii Magdalenie.
W kaplicy celebrowana jest raz do roku uroczysta msza święta, w dniu 22 lipca, w święto patronki kaplicy.
Kaplica umieszczona jest na liście National Inventory of the Cultural Property of the Maltese Islands pod nr 2308.